# Tabernaemontana laeta
Tabernaemontana laeta är en oleanderväxtart som beskrevs av Carl Friedrich Philipp von Martius. Tabernaemontana laeta ingår i släktet Tabernaemontana och familjen oleanderväxter. Inga underarter finns listade i Catalogue of Life.